# Phusro
Phusro est une ville indienne située dans le district de Bokaro dans l’État du Jharkhand. En 2011, sa population était de 89 178 habitants.

## Source de la traduction
- (en) Cet article est partiellement ou en totalité issu de l’article de Wikipédia en anglais intitulé « Phusro » (voir la liste des auteurs).